# Isabel Preysler

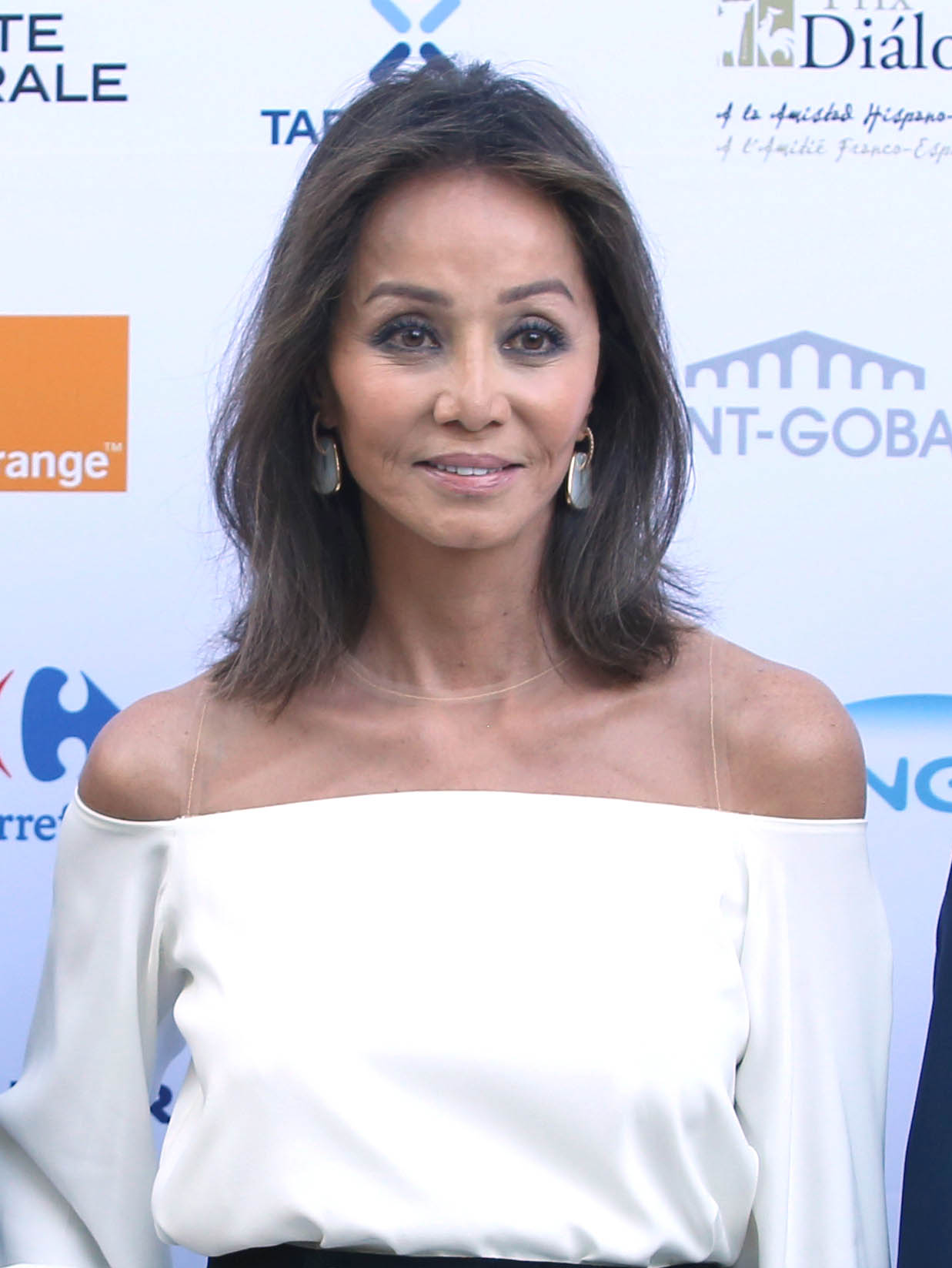
Isabel Preysler (2016)

Maria Isabel Preysler Arrastia (* 18. Februar 1951 in Manila, Philippinen) ist eine philippinisch-spanische Journalistin und ehemaliges Model. Heute ist sie Journalistin für die spanische Illustrierte ¡Hola!.

## Leben
Isabel Preysler kam in Manila (Philippinen) in einer wohlhabenden, konservativen spanisch-philippinischen Mestizenfamilie zur Welt. Sie ist eine Nichte der Schauspielerin Neile Adams. Schon in ihrer frühesten Jugend nahm Isabel an Schönheitswettbewerben teil und gewann den bei den Filipinos begehrten Schönheitstitel. In der spanischen Presse ist sie auch als die Reina del Glamour (Königin des Glamour) bekannt.
Im Alter von 18 Jahren zog Isabel nach Madrid, um an einer renommierten römisch-katholischen Universität zu studieren. Im Jahre 1970 lernte sie auf einer Party in Madrid durch einen Freund der Familie Julio Iglesias kennen, der damals noch von einer großen Karriere als Sänger träumte. Die beiden verliebten sich sofort ineinander und heirateten nach einer nur siebenmonatigen Beziehung. In ihrer siebenjährigen Ehe kamen ihre Kinder Chábeli, Julio José und der Sänger Enrique Iglesias zur Welt.
Im Jahre 1978 ließen sich Isabel und Julio Iglesias scheiden. Isabel folgte daraufhin ihrer Karriere als Journalistin der spanischen Zeitschrift ¡Hola! (Ihr erster Interview-Partner war ihr Ex-Mann Julio Iglesias.) Aus ihrer zweiten Ehe mit dem Großgrundbesitzer Marqués de Griñón, die von 1980 bis 1983 bestand, stammt eine Tochter namens Tamara Isabel. Von 1988 bis zu seinem Tod im Jahr 2014 war sie mit dem spanischen Ökonomen und ehemaligen Wirtschaftsminister Miguel Boyer verheiratet, mit dem sie eine Tochter, Ana Isabel, hat. Im Juni 2015 wurde ihre Beziehung mit dem Schriftsteller und Literaturnobelpreisträger Mario Vargas Llosa (1936–2025) bekannt.
Die häufig als La Perla de Manila (Die Perle Manilas) betitelte Isabel Preysler wurde in den Jahren 1991, 2002 und 2004 zur bestgekleideten Spanierin gekürt. 1984 moderierte sie das spanische Lifestyle-Magazin Hoy en Casa (dt.: Heute). Sie ist noch heute bei einigen Firmen, wie Ferrero Rocher, Suarez Juwelen, der spanischen Fliesen-Firma Porcelanosa usw. als Model unter Vertrag. Im Mai 2001 war sie zu Gast bei Prinz Charles, um einen spanischen Garten in Großbritannien zu eröffnen.